# Gwiazda Luytena
Gwiazda Luytena – gwiazda położona w gwiazdozbiorze Małego Psa, w odległości ok. 12,4 lat świetlnych od Słońca, jedna z najbliższych Układowi Słonecznemu gwiazd. Jej jasność wizualna wynosi 9,87m, nie jest widoczna gołym okiem. Krążą wokół niej dwie znane planety, istnienie dwóch dalszych planet jest podejrzewane.

## Nazwa
Gwiazda ta została nazwana na cześć astronoma Willema Jacoba Luytena. Jego pomiary pozwoliły odkryć jej szybki ruch własny, który wskazywał, że znajduje się ona blisko Słońca.

## Właściwości fizyczne
Gwiazda Luytena jest czerwonym karłem; należy do typu widmowego M3,5 i mając temperaturę ok. 3382 K jest znacznie chłodniejsza od Słońca. Ma masę 0,29 M☉, a promień 0,293 promienia Słońca. Jej jasność to 0,0088 jasności Słońca. Jest ona oddalona o zaledwie 1,2 roku świetlnego od jasnego Procjona.

## Układ planetarny
Na podstawie pomiarów astrometrycznych z lat 1937–1980 postulowano, że gwiazda ta ma planetarnych towarzyszy. Mogły to być planety-olbrzymy o okresie obiegu od 10 do 40 lat. Pomiary zmian prędkości radialnej nie potwierdziły istnienia takich planet wokół gwiazdy Luytena. Podobnie obserwacje z użyciem interferometrii plamkowej nie przyniosły rezultatu.
W 2017 roku metodą pomiaru zmian prędkości radialnej odkryto dwie niewielkie planety krążące wokół tej gwiazdy, krążące bliżej gwiazdy i znacznie mniejsze niż wcześniej postulowane olbrzymy. Planeta GJ 273 b to superziemia o masie 2,89 ± 0,26 M🜨. Krąży ona blisko wewnętrznego skraju ekosfery układu, dociera do niej strumień promieniowania o 6% wyższy niż do Ziemi i jeżeli ma dostatecznie gęstą atmosferę, na jej powierzchni może występować ciekła woda. Mniejsza planeta GJ 273 c ma masę 1,18 ± 0,16 M🜨 i krąży bliżej gwiazdy, otrzymując 7 razy więcej promieniowania niż Ziemia, co plasuje ją poza ekosferą. Współczynnik podobieństwa do Ziemi planety b ma bardzo wysoką wartość, równą 0,84.
Analizy zmian prędkości radialnej tej gwiazdy z 2019 roku wskazują, że mogą okrążać ją jeszcze dwie planety (GJ 273 d i e) o długich okresach obiegu. Ich masy minimalne wskazują, że są to tzw. minineptuny, planety gazowe o masie mniejszej niż Neptun.